# Phaphūnd
Phaphūnd är en ort i Indien.   Den ligger i distriktet Auraiya och delstaten Uttar Pradesh, i den centrala delen av landet, 300 km sydost om huvudstaden New Delhi. Phaphūnd ligger 147 meter över havet och antalet invånare är 16 675.
Terrängen runt Phaphūnd är mycket platt. Runt Phaphūnd är det tätbefolkat, med 735 invånare per kvadratkilometer. Närmaste större samhälle är Auraiya, 15,5 km söder om Phaphūnd. Trakten runt Phaphūnd består till största delen av jordbruksmark.